# قوة الدفاع السودانية

علم قوة الدفاع السودانية (1925-1956)

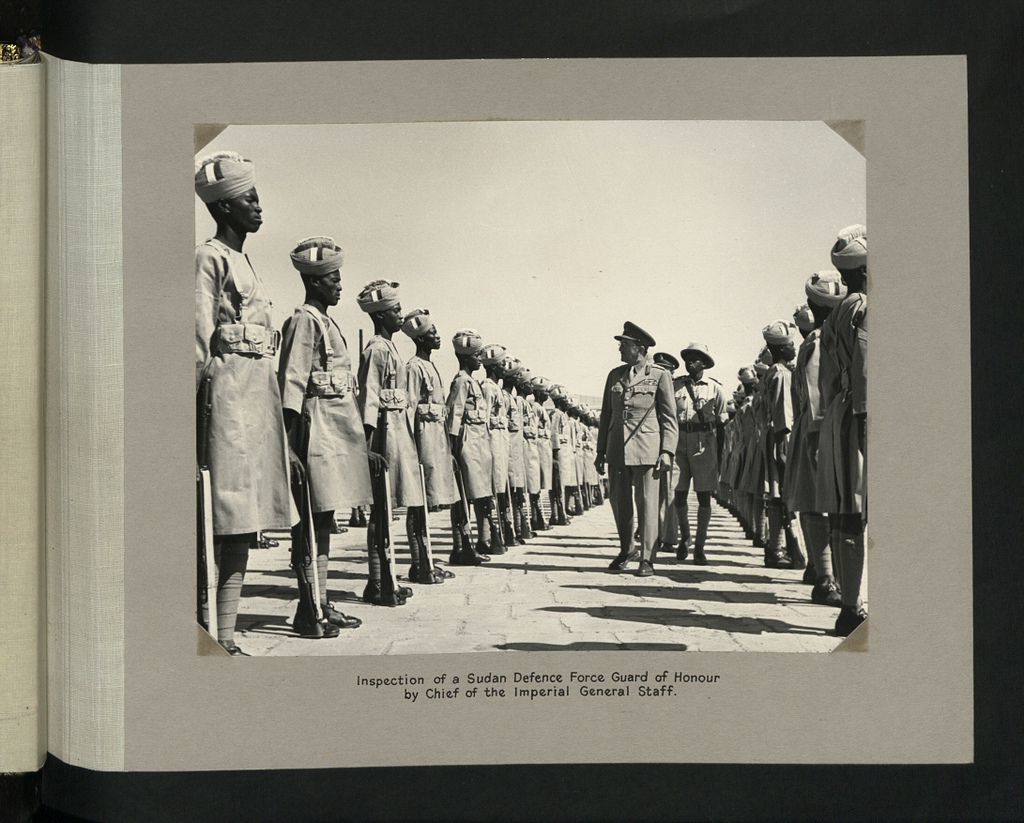
صورة غير مؤرخة لتفتيش حرس الشرف لقوة الدفاع السودانية من قبل رئيس هيئة الأركان العامة الإمبراطورية

كانت قوة الدفاع السودانية (SDF) قوة مجندًا محليًا بقيادة بريطانية تشكلت في عام 1925 لمساعدة الشرطة في حالة الاضطرابات المدنية، والحفاظ على حدود السودان تحت الإدارة البريطانية. خلال الحرب العالمية الثانية، خدم أيضًا خارج السودان في حملة شرق إفريقيا وفي حملة الصحراء الغربية.

## مؤسسة
بين 1898 و 1925 خدم الجنود السودانيون في كتائب مشاة منفصلة للجيش المصري، تحت الضباط البريطانيين والمصريين. وقد تم تصنيفها إما «كتائب سودانية» أو «كتائب عربية» حسب منطقة تجنيدهم داخل السودان. على النقيض من معظم الجيش المصري، الذين تم تجنيدهم من خلال التجنيد السنوي، قامت الوحدات السودانية بتجنيد المتطوعين الذين خدموا لفترة طويلة فقط.
بعد تمرد القوات السودانية في عام 1924، وفي وقت الاضطرابات في مصر نفسها، تم وضع حامية السودان على أساس جديد. وقد أعيدت الوحدات العسكرية المصرية وضباط الكتائب السودانية إلى مصر نفسها. تم دمج القوات السودانية المتبقية في قوة الدفاع السودانية المنشأة حديثًا. الضابط المبتدئ ومناصب ضباط الصف التي كان يشغلها في السابق الموظفون المصريون، أصبحت الآن مفتوحة أمام «السودنة». تم افتتاح أكاديمية عسكرية في أم درمان لتدريب الضباط السودانيين الجدد، ومعظمهم من المسلمين من الشمال. بحلول عام 1939 بلغ عدد قوات الدفاع الذاتي 5000 ضابط ورجل.

## التكوين
يصف O'Ballance قوات الدفاع السودانية (SDF) عند تشكيلها على أنها مقسمة إلى خمس مناطق، مع «أربع فرق»، وكلها مختلفة: الفيلق العربي الشرقي، ومقره في كسلا، والذي يتكون في الغالب من شركات المشاة، مع مفرزة صغيرة مثبتة؛ فيلق الجمال في كردفان، (مصدر آخر يشير إليها باسم «الهاجانا») مع عنصر كبير من الجنود الذين يحملهم الإبل لحراسة المساحات الصحراوية الشاسعة؛ يتألف الفيلق العربي الغربي في دارفور من عدد قليل من المجموعات المركبة؛ وفيلق الاستوائية (يشار إليه غالبًا باسم الفيلق الجنوبي) في المقاطعات الجنوبية الثلاث، والتي تتكون من فرق المشاة، حتى مع ترك ذبابة التسي تسي خارج الحساب، كانت الإبل والخيول ذات قيمة ضئيلة في الغابة والمستنقعات. بالإضافة إلى ذلك، كان هناك مفرزة من سلاح الفرسان في شندي والمهندسين في أم درمان، حيث كان مجموع الإنشاء أقل بقليل من 5000. قاد إبراهيم عبود فيلق الجمال بعد الحرب العالمية الثانية.(OB 50).
"قبل إنشاء قوات الدفاع، في ظل الوحدات السكنية المبكرة، كانت القوات في السودان جزءًا من الجيش المصري، الذي كان يتألف أساسًا من ثماني كتائب مصرية (أي تخدم في مصر) وسبع كتائب سودانية (تخدم في السودان). لاحقًا كان ضابطًا من قبل كل من البريطانيين والمصريين، وكان الجنود فلاحين مصريين وسودانيين.
في وقت السلم، ضمت قوات سوريا الديمقراطية قرابة 4500 جندي سوداني عادي. خلال الحرب العالمية الثانية، توسعت قوات سوريا الديمقراطية بشكل كبير لمواجهة التهديد من الأراضي الإيطالية الأربعة المجاورة: إلى الشمال الغربي، ليبيا، إلى الشرق إريتريا، الصومال الإيطالي؛ ومؤخرا (1936) احتلت الحبشة (إثيوبيا). لاستيعاب الأعداد الإضافية، تم تشكيل كتيبة خدمة حرب جديدة، قوة الحدود السودانية. في زمن الحرب، نمت قوات سوريا الديمقراطية إلى ما يصل إلى 20000 رجل.
كان هناك أيضًا فوجان من القوات الخاصة غير النظامية:
- قوة جدعون (تحت أوردي وينجيت).
- قوة غزال (التي شكلتها الحرب).

## الخلفية
لم يقم البريطانيون بتحصين إمبراطوريتهم حصريًا مع القوات البريطانية؛ كان لكل إقليم تقريبًا ميليشيا محلية أو قوة نظامية من السكان الأصليين. قبل عام 1925، كانت حامية السودان تتألف من كتيبة بريطانية بالقرب من العاصمة، وكتائب من الجيش المصري، المصري والسوداني، في العواصم الإقليمية.
يعود التورط العسكري البريطاني في السودان إلى أيام الجنراليين تشارلز جوردون وهربرت كيتشنر اللذين أرسلتهما لندن للدفاع عن المصالح البريطانية في البلاد. في 1896-1898 قاد كيتشنر تقدمًا على الخرطوم في قيادة قوة الإنجليزية-المصرية تتألف من القوات البريطانية والمصرية والسودانية. كضابط شاب رأى ونستون تشرشل الخدمة العسكرية في السودان.
منذ عام 1819، كان السودان إقليمًا تديره مصر بشكل فضفاض، ولكن في ثمانينيات القرن التاسع عشر سقطت في أيدي قوات المهدي. من 1885 إلى 1898، حكمها المهدي وخليفته الخليفة. بعد هزيمة المهديين في معركة أم درمان، أعيد تنظيم السودان كمنظمة إنجليزية مصرية . كان رئيس الجيش المصري الحاكم العام، وكان لا يزال هناك حامية كبيرة، حيث كانت الأراضي ضخمة ولم يتم تهدئة الأجزاء النائية، مثل دارفور حتى عام 1916.
في عام 1925، اغتيل الحاكم العام السير لي ستاك من قبل مجموعة من القوميين المصريين، بينما كان يقود سيارته عبر القاهرة. تمرد الجنود السودانيين في الخرطوم، واعتبرت حامية الجيش المصري في السودان غير موثوق بها وأعيدت الكتائب المصرية إلى الوطن، بينما تم حل الكتائب السودانية. تم نقل مائة وأربعين ضابطًا بريطانيًا من الجيش المصري وتم تشكيل قوة سودانية جديدة في ظل أول قائد ليوا هدلستون الذي كان يعمل سابقًا في سردار (القائد العام) للجيش المصري. كان هيكل القوة الجديدة التي يبلغ قوامها حوالي 6000 جندي مختلفًا قليلًا: قليلًا أكثر مرونة وأكثر إقليمية، لإعطاء روح أفضل للشعور والإحساس بالمسؤولية في كل "فيلق'' على أراضيها. على عكس الكتائب القديمة، بأرقام مجهولة، كانت أسماء الفرق الرئيسية الأربعة هي فيلق الجمال والفيلق العربي الشرقي والفيلق العربي الغربي وفيلق الاستوائية. كانت تهدف إلى إعطاء هوية متميزة وإقليمية، مثل أفواج مقاطعة إنجليزية. عكس التجنيد في كل سلاح العرقيات المحلية. تم دعم هذه الفيلق بالمدفعية والهندسة والسيارات المدرعة ووحدات المدفع الرشاش. بالإضافة إلى الخدمات الطبية والإشارات وخدمات النقل.
ومع ذلك، تم الحفاظ على بعض الاستمرارية. كان الحاكم المصري، الخديوي، أو الوالي، موضوعًا للسلطان العثماني، وبالتالي واصلت قوات الدفاع السودانية استخدام الرتب المصرية، والتي بدورها مشتقة من الألقاب العثمانية السابقة. وكانت النتيجة أن الضباط البريطانيين في السودان كانوا يطلق عليهم بمباشا ليس الرائد، أو ما يعادلها عربيًا، وقائم مقام. امتد استخدام المصطلحات العسكرية التركية إلى ما وراء هيكل الرتب.

## سنوات ما بين الحربين
كانت المهام الرئيسية لقوات الدفاع السودانية هي الأمن الداخلي: مساعدة الشرطة في حالة الاضطرابات، بما في ذلك كبح العنف بين القبائل وسرقة الماشية وتجارة الرقيق. أو كارثة طبيعية. في مثل هذا البلد الشاسع، يمكن فصل الشركات عن مهام الحامية بعيدًا عن المقر الرئيسي للفيلق.
في منتصف إلى أواخر الثلاثينيات، تم استخدام قوات الدفاع السودانية لمواجهة الأعمال العدوانية للقوات العسكرية الإيطالية تحت قيادة المارشال إيتالو بالبو المتمركزة في شمال إفريقيا الإيطالية (Africa Settentrionale Italiana ، أو ASI) ليبيا. في ديسمبر 1933، قام الإيطاليون بفحص مواقع مختلفة في منطقة جبل العوينات على طول الحدود غير المحددة بين المملكة المصرية والسودان وليبيا الإيطالية. ردا على المسابر الإيطالية في المنطقة، أمرت قوات الدفاع السودانية باحتلال واحة ميرغا ثم المنطقة المحيطة بنبع كركور مار. أدى الغزو الإيطالي لإثيوبيا إلى إعادة التنظيم وزيادة نطاق القوة. بحلول يونيو 1940، تضمنت قوات الدفاع السوداني 21 مجموعة، بما في ذلك خمس (ست مجموعات لاحقة) مجموعات أسلحة رشاشات، بلغ مجموعها 4500 رجل.

## الحرب العالمية الثانية
كجزء من «الوحدات السكنية» الإنجليزي المصري، كان السودان في حالة حرب مع المحور منذ أن غزت ألمانيا النازية بولندا في عام 1939 وأعلنت المملكة المتحدة الحرب على ألمانيا. في البداية كانت الحرب مقتصرة على أوروبا، وبالتالي لم يكن لدى قوات الدفاع السودانية سوى القليل للقيام بأعمال التحضير إذا وصلت الحرب البرية إلى أفريقيا.
من 10 يونيو 1940، عندما أعلنت إيطاليا الفاشية الحرب على بريطانيا وفرنسا، شاركت قوات الدفاع السودانية في حملة شرق أفريقيا. في البداية، استمرت قوات الدفاع السودانية في الدفاع عن الهجمات ضد السودان من قبل قوات الجيش الملكي الإيطالي والقوات الجوية الملكية الإيطالية المتمركزة في شرق إفريقيا الإيطالية (Africa Orientale Italiana، أو AOI). احتل الإيطاليون تقاطع السكك الحديدية في كسلا، الحصن الصغير في جالابات، وقرى غيزان، كرمك، ودمبود على النيل الأزرق. في الأيام الأولى من أغسطس، داهمت قوة إيطالية من الإريتريين غير النظاميين شمال بورتسودان.
قاتلت قوات الدفاع السودانية خلال حملة شرق أفريقيا على «الجبهة الشمالية» بقيادة الفريق وليام بلات. في أكتوبر 1940، كانت ثلاث شركات رشاشات آلية من قوات الدفاع السودانية جزءًا من قوة غزال، وهي قوة استطلاع متنقلة بقيادة العقيد فرانك ميسيرفي. كانت كتيبة الحدود من قوات الدفاع السودانية جزءًا من قوة جدعون بقيادة الرائد أوردي وينجيت. في يناير 1941، خلال هجوم البريطانيين والكومنولث على ليبيا الأيطالية، شاركت قوات الدفاع السودانية في الغزو الناجح لإريتريا. خلال هذا الغزو، ساهمت قوات الدفاع السودانية (SDF) مجموعات مدافع رشاشة وبطاريات هاوتزر وقوات أخرى (بما في ذلك بعض السيارات المدرعة محلية الصنع).
كما لعبت قوات الدفاع السودانية (SDF) دورًا نشطًا خلال حملة الصحراء الغربية على طول الحدود السودانية مع ليبيا الأيطالية في شمال إفريقيا. تم استخدام قوات الدفاع السودانية (SDF) لتزويد الفرنسيين الحاملين ومن ثم حراس مجموعة الصحراء طويلة المدى (LRDG) بحصن الحصن الإيطالي السابق تاج في واحة الكفرة في جنوب شرق ليبيا. في مارس 1941، انتزعت القوات الفرنسية والقوات الديمقراطية المتحالفة السيطرة على الحصن من الإيطاليين خلال معركة الكفرة.
كان على قوافل قوات الدفاع السودانية (SDF) من الشاحنات التي يبلغ وزنها 3 أطنان القيام برحلة ذهابًا وإيابًا على بعد حوالي 1300 ميل للحفاظ على الحاميات في الكفرة مزودة بالبنزين والمواد الغذائية وغيرها من الإمدادات الحيوية. كانت الندرة الإجمالية للبنزين تعني أن دوريات LRDG يمكن أن تفعل أكثر من حراسة الالكفرة ضد الهجمات من الشمال. لم يتمكنوا من الغارة شمالاً من الالكفرة. في فبراير 1941، تحسن الوضع إلى حد ما عندما تمت إضافة 20 شاحنة سعة 10 طن إلى القوافل. في نهاية المطاف، استلمت قوات الدفاع السودانية (SDF) مهام الحامية في الواحة من LRDG.
قدمت قوات الدفاع السودانية الحامية لواحة جالو. عملت المخابرات العسكرية البريطانية في القاهرة بشكل وثيق للغاية مع قوات الدفاع السودانية واستخدمتها في العديد من العمليات خلال حملة شمال أفريقيا في الحرب العالمية الثانية. في عام 1942، بناء على تعليمات من لندن، شاركت المخابرات العسكرية البريطانية والقاهرة وعناصر من قوة الدفاع السودانية في مواجهة عملية السلام، وتسلل كوماندوس براندنبورغر الألماني إلى مصر. مع عملاء المخابرات البريطانية، أُمر أعضاء قوات الدفاع السودانية باعتقال أفراد المخابرات الألمانية (أبوير) ودليلهم المجري، مستكشف الصحراء لازلو ألماسي.
حتى بعد انتهاء الحملة التونسية بانتصار الحلفاء، كانت دوريات قوات الدفاع السودانية مشغولة بإحباط الجهود الألمانية لإنزال وكلاء وراء الخطوط. واصل الألمان محاولات الاتصال بالمتمردين العرب. في 15 مايو 1943، حاولت طائرة بأربعة محركات تحمل علامات ألمانية الهبوط في المكارم لكن تم الإشتباك معها وإطلاق النار عليها من قبل دورية لقوات الدفاع السودانية. كانت الطائرة قادرة على الإقلاع والاستفادة من هروبها، لكنها فعلت ذلك مع ضحايا وتحلق على محركين من أصل أربعة.
بحلول نهاية الحرب، كانت قوات الدفاع السودانية (SDF) قوة عسكرية من ذوي الخبرة مع حوالي 70 ضابطًا سودانيًا، جميعهم تقريبًا من الشماليين المسلمين. تم تعيين الضباط السودانيين تدريجياً ليحلوا محل الضباط البريطانيين في السنوات التي سبقت الاستقلال.

## الأستقلال
في مارس 1954 تألفت القوات البريطانية في السودان من كتيبة واحدة متمركزة في الخرطوم، تقدم تقاريرها في النهاية إلى الحاكم العام. كان القائد العسكري للحاكم العام هو اللواء قائد القوات البريطانية في السودان، والذي كان أيضًا قائدًا لقوات الدفاع السودانية. في هذا المنشور من عام 1950 فصاعدًا كان اللواء ريجينالد سوليز سكونز. آخر القوات البريطانية، الكتيبة الأولى فوج ليسترشاير الملكي، غادرت البلاد في 16 أغسطس 1955. كان إبراهيم عبود قائداً لقوات الدفاع السودانية عام 1949 ومساعد القائد العام عام 1954. تم تعيينه قائدا عاما للقوات المسلحة السودانية عند الاستقلال. عمل عبود لاحقًا كرئيس وزراء السودان من 1958-1964 ورئيسًا في عام 1964.
كتب أحد المصادر أن السودان كان «الدولة الإفريقية الوحيدة جنوب الصحراء التي خرجت من فترة الاستعمار مع مؤسسة عسكرية تمتلك سمات جيش وطني مستقل». ومع ذلك، أدت الانقسامات الدينية والعرقية الداخلية إلى تمرد وتسريح فيلق الاستوائية (المجند من الأفارقة السود الجنوبيين) في عام 1955 وبدء حرب أهلية استمرت 17 عامًا.

## الضباط البريطانيين
كان معظم الضباط من الرتب المتوسطة والقيادية في قوات الدفاع السودانية من ضباط الجيش البريطاني المعارين لبضع سنوات. كان الجذب هو استقلالية القيادة والفرص الرياضية (صيد الألعاب) في ساعات الترفيه والترويج المحلي (رتبة واحدة). عند اندلاع الحرب، سُمح للعديد من شباب الخدمة السياسية السودانية، بالانضمام. من خدم في قوات الدفاع السودانية:
- ويلفريد ثيسيجر، مستكشف الصحراء
- هيلاري هوك
- موريس ستانلي لوش، كبير المسؤولين السياسيين
- أوردي ينجيت

وتضمن القادة لقوة دفاع السودان:
- اللواء هوبرت هادلستون: مارس 1925 - مارس 1930
- اللواء ستيفن بتلر: مارس 1930 - مارس 1935
- اللواء هارولد فرانكلين: مارس 1935 - ديسمبر 1938[22]
- الملازم جنرال السير ويليام بلات: نوفمبر 1938 - أكتوبر 1941
- الملازم جنرال السير نويل بيريسفورد بيرس: أكتوبر 1941 - أبريل 1942
- اللواء بلفور هاتشيسون: مايو 1942 - ديسمبر 1943
- اللواء ويليام رامسدين: يناير 1944-1945
- اللواء ويليام دونوفان ستامر: 1945-يونيو 1948
- اللواء لاشمر ويسلر: حزيران 1948 - أيار 1950[23]
- اللواء ريجينالد سكونز: مايو 1950 - نوفمبر 1954